# Río Bravatas
El Bravatas, también llamado río Barbata o río Huéscar, es un río del sur de España perteneciente a la cuenca hidrográfica del Guadalquivir, que discurre en su totalidad por el territorio del nordeste de la provincia de Granada. 

## Curso
El río Bravatas nace en la sierra de la Sagra, en el término municipal de Puebla de Don Fadrique, concretamente en el paraje de la Fuente de Montilla, la cual sería una de las fuentes del río Guardal pero que a través de un antigua acequia se ha convertido artificialmente en la fuente del río Bravatas. Realiza un recorrido en dirección norte-sur a lo largo de unos 30 km atravesando los términos municipales de Huéscar y Galera hasta su desembocadura en el río Orce en esta última localidad. 
Algunos técnicos consideran al Bravatas como la verdadera fuente primaria del río Guadalquivir.[cita requerida]